# Mallare
Mallare är en ort och kommun i provinsen Savona i regionen Ligurien i Italien. Kommunen hade 1 094 invånare (2018).